# Evropská silnice E26
Evropská silnice E26 je evropskou silnicí 1. třídy. Začíná v německém Hamburku a končí v Berlíně. Celá trasa měří 283 kilometrů. E26 leží pouze na území Německa, kde je vedena po dálnicích A24, A10 a A111.

## Trasa
- Německo
  - Hamburk – Mölln – Ludwigslust – Wittstock – Neuruppin – Berlín

## Galerie

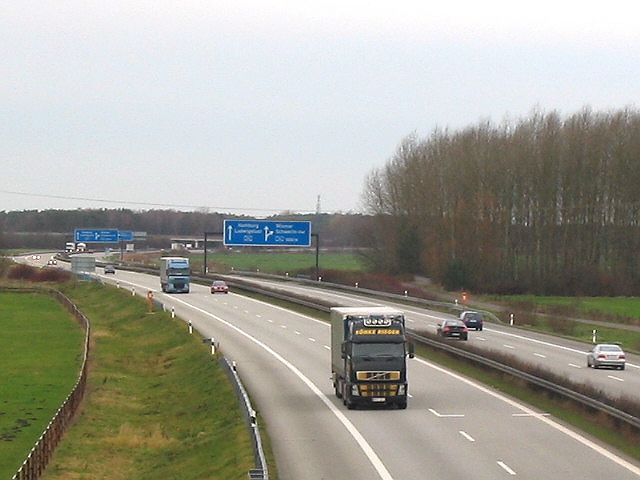
E26 poblíž Schwerinu